# Zeybek (Titel)
Die Bezeichnung Zeybek ist ursprünglich ein historischer türkischer Titel. Im 19. Jahrhundert wurde der Name jedoch meist für Banden verwendet, die ähnlich den Briganten in anderen Gegenden des Osmanischen Reichs agierten. Zeitgenössische europäische Beobachter beschrieben sie als eine Art „Landmiliz“.

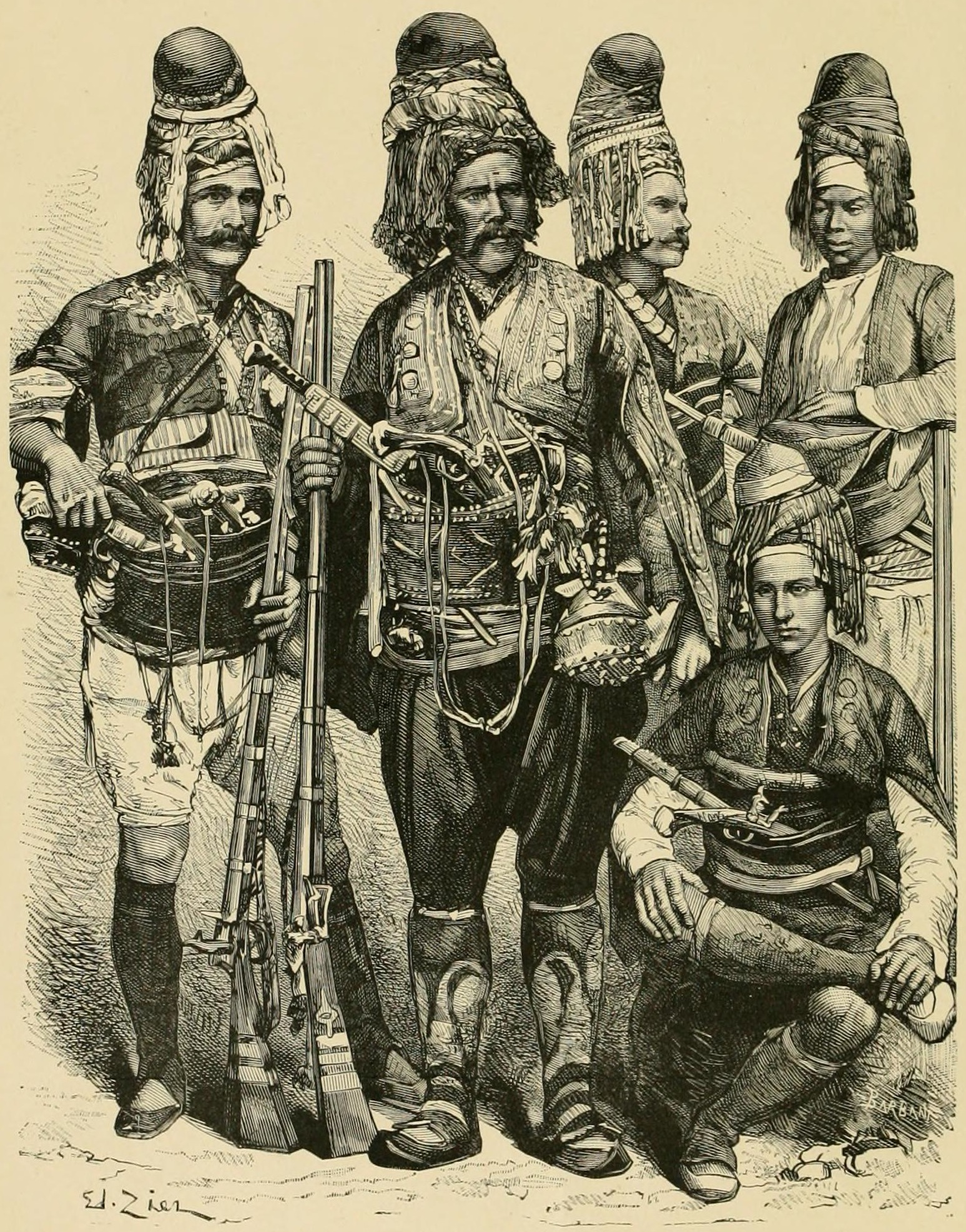
Zeybek-Krieger (19. Jh.)

## Geschichte
Anfangs wurden die bewaffneten Sicherheitskräfte des seldschukischen Staates in Westanatolien als Zeybek bezeichnet. Ein Zeybek musste einen Eid ablegen, dass er immer sein Wort halten und ein guter Schütze, gesund, schnell, mutig und tapfer sein würde.
Später wurden die nach dem Celali-Aufstand in die Berge gezogenen Rebellen Zeybek genannt. Sie schlossen sich zu Banden zusammen, deren Anführer Efe genannt wurden.

### 19. Jahrhundert
Die Zeybeks lebten am Ende 19. und Anfang des 20. Jahrhunderts in den südwestanatolischen Bergen, sie waren gegen den osmanischen Staat gerichtet, wurden aber von der Bevölkerung oft toleriert und positiv aufgenommen. Allerdings richteten sie zuweilen durch Überfälle und Straßenräubereien auch Unheil unter der Bevölkerung an, so dass die Grenze (ganz ähnlich wie bei den Haiduken) zwischen Rebellen- und Banditentum oft verschwimmt.
Im Winter 1829/30 kam es in der Provinz von Aydın zu einem Aufstand der Zeybeks, der aber von den örtlichen Behörden mit Mühe unterdrückt werden konnte.
Aus dem Jahr 1844 wird berichtet, dass in der Gegend von Akhisar (nordöstlich von Manisa) sechs Zeybeksen die Truppe der spanischen Drahtseilartistin Madame Romanini, die sich auf dem Weg von Konstantinopel nach Smyrna befand, überfielen. Als einer der Zeybeks die Künstlerin vergewaltigen wollte, gelang es ihr, ihm den yatağan zu entreißen und ihn zu erstechen; seine Komplizen flohen daraufhin. Zu Beginn des Jahres 1851 soll eine „Räuberbande“ von Zeybeks (etwa 50 Mann) den Sandschak Menteşe (die heutige Provinz Muğla) verheert haben; zwei Griechen wurden überfallen und ermordet und die (mehrheitlich griechische) Bevölkerung von Fethiye (damals Makri) zahlte große Summen, um sich von Überfällen freizukaufen.
In späteren Jahren kam es vermehrt zu Angriffen von Zeybeks auf nichtmuslimische Bewohner des Osmanischen Reichs. Dies geschah besonders in Kriegszeiten, als der religiöse Fanatismus auf allen Seiten hochkochte. Ein solcher Zeitpunkt waren etwa die Monate nach dem Beginn des Krimkriegs (Oktober 1853), und die russische Aggression führte im Osmanischen Reich zu einer Welle von Ausschreitungen gegen Christen. So berichtet ein Schreiben aus Smyrna, dass am 3. Januar 1854 vier Schiffsbauer, drei Griechen und ein Armenier, durch „eine Schaar Türken“, nämlich „Seibecks“, überfallen und ermordet wurden; man fand die Arbeiter „mit auf den Rücken gebundenen Händen …, den Kopf abgeschnitten.“ Der dortige Gouverneur Hekim İsmail Pascha ließ die Verfolgung aufnehmen, aber die Mörder entkamen.
Der britische Diplomat Eustace Murray schildert in seinen Berichten aus der Türkei, wie im Jahr 1854 seiner Reisegesellschaft auf dem Weg von Smyrna nach Manisa von Zeybeks aufgelauert wurde; nur das Eingreifen seiner albanischen Begleiter und einiger türkischer Soldaten konnte Schlimmeres verhindern. Bei einem Besuch in Fethiye wurde ihm berichtet, dass ein christlicher Grieche zehn Zebecken angeheuert hatte, um einen Nebenbuhler aus dem Weg zu schaffen. Ein anderer Reisender, der das Hinterland von Finike besucht hatte, notierte am 11. April 1854 in sein Tagebuch: „Die Gegend Kleinasiens, die wir besuchten, ist gegenwärtig in einer sehr schlechten Verfassung. Der größte Teil des Landes ist in den Händen der Zebecken (Zebecks) oder Räuber aus den Bergen, und an vielen Orten haben die örtlichen Behörden ihre Posten verlassen. In den Bergen um Elmalı (Almalee) treibt eine Bande von 80 Zeybeks ihr Unwesen. Bei Antalya (Adalia) am Pamphylischen Golf haben einige dieser Räuber einen Kaufmann aus Morea getötet. In Dalyan (Daliani), gegenüber Rhodos, ist das Land in der Hand von 400 Zeybeks, die von einem Ali Bey angeführt werden … In den Gefechten, die stattgefunden haben, wurden die staatlichen Kräfte in den meisten Fällen aus dem Feld geschlagen.“ Im September 1854 wurde aus der Region von Aydın gemeldet, dass sich dort ein Aufstand entwickle, an dem bereits 4000 Zeybeks beteiligt seien: „Die Insurgenten in unangreifbaren Stellungen beherrschen alle Straßen, und spotten der gegen sie gesandten (irregulären) Truppen. Diese werden wiederholt von ihnen geschlagen, und in dem letzten Gefecht blieben allein 150 Albanesen. Die Regierung ist ohne Kraft, Mittel und Willen dem Uebel zu steuern …“ Erst das Einschreiten von Hekim İsmail Pascha konnte in den folgenden Wochen die Situation unter Kontrolle bringen; „40 gefangene Seibeks“ aus Aydın und Denizli wurden ins Gefängnis nach Konstantinopel gebracht. Weitere wurden hingerichtet, und die Köpfe dreier Aufständischer wurden in Aydın öffentlich zur Schau gestellt.

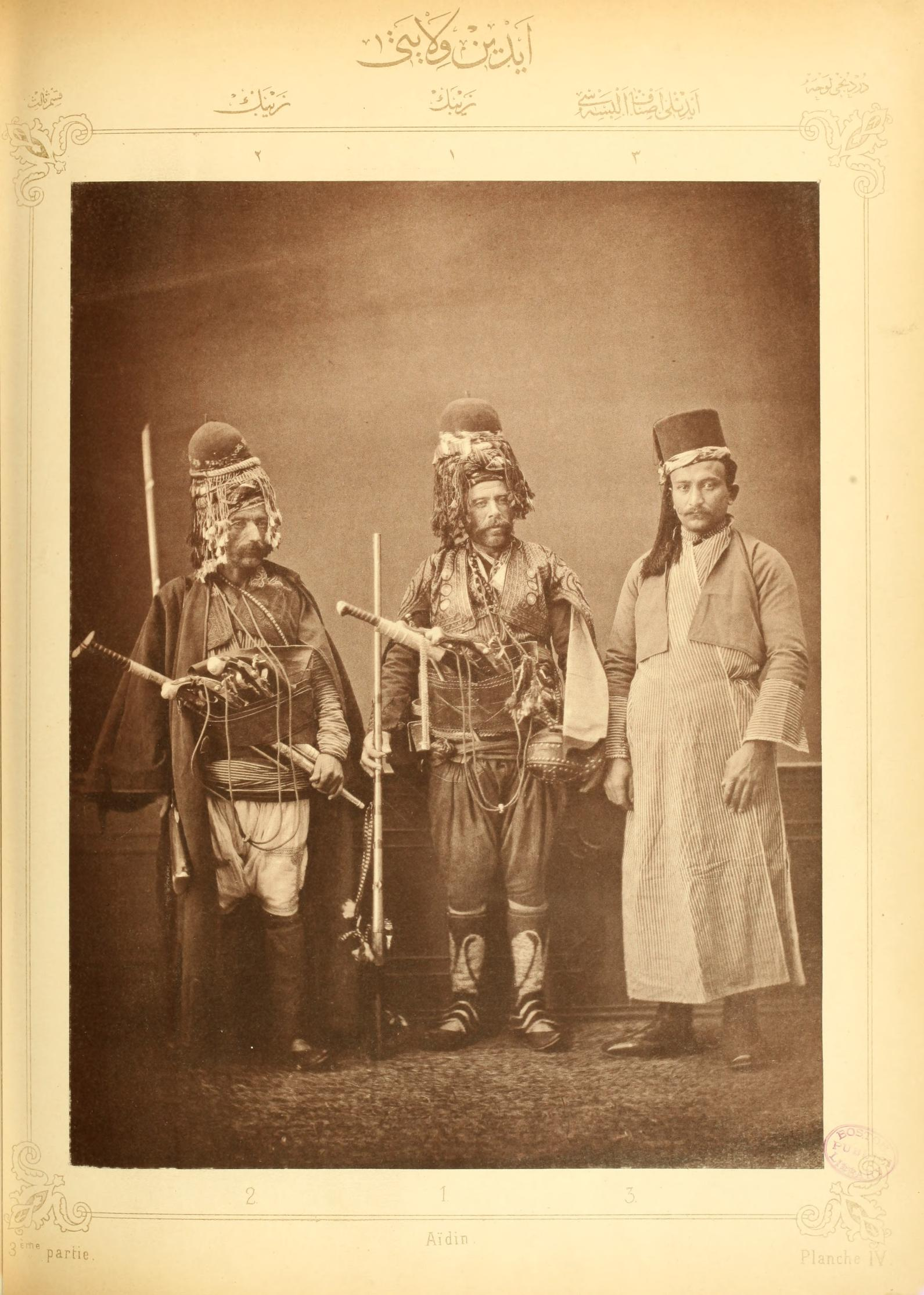
Zeybeks aus der Gegend von Aydın (1873)

### 20. Jahrhundert
Im türkischen Befreiungskrieg kämpften die Zeybek in den Reihen der türkischen Kuvayı Milliye. Es gibt viele Legendensammlungen über ihre zahlreichen Heldentaten. Nach der Gründung der Republik Türkei lösten sich die Zeybek auf. Zu den berühmtesten Zeybeks gehört Çakırcalı Mehmet Efe.

## Ursprung der Bezeichnung „Zeybek“
Es gibt verschiedene Thesen über den Ursprung der Bezeichnung Zeybek:
- M. R. Gazimihal leitet den Namen von einem Ort in Zentralasien ab.
- H. H. Bayındır führt ihn auf sağbek (kluger, vertrauenswürdiger Mann) zurück.
- S. Türkoğlu schlägt eine Ableitung von su/sü bek (Offizier) oder von zeyl-i beğ (Gehilfe eines Beg) vor.

Im Deutschen erscheint die Bezeichnung seit dem 19. Jh. oft als „Seibeck“ oder „Zeibeck“, im Englischen als „Zebeck“.

## Zeybeks in Filmen
- Çakırcalı Mehmet Efe (1950) mit Bülent Ufuk[11]
- Çakırcalı Mehmet Efe'nin definesi (1952) mit Bülent Ufuk[12]
- Çakırcalı Mehmet Efe (1969) mit Kartal Tibet[13]